# Cimolodonta
Cimolodonta – podrząd ssaków z rzędu multituberkulatów (Multituberculata), którego przedstawiciele żyli od kredy do eocenu.
Obejmuje bardziej zaawansowane multituberkulaty, prowadzące prawdopodobnie tryb życia podobny do gryzoni, dopóki ich nisze ekologiczne nie zostały zajęte przez prawdziwe gryzonie. Bardziej bazalne formy obejmuje drugi podrząd – „Plagiaulacida”.
Cimolodonta to takson naturalny (monofiletyczny). Szczątki jego przedstawicieli zostały odnalezione na półkuli północnej. W skład Cimolodonta wchodzą nadrodziny Djadochtatherioidea, Ptilodontoidea, Taeniolabidoidea oraz nieformalny takson „Paracimexomys”. Niejasny jest taksonomiczny status rodzin Cimolomyidae, Boffiidae, Eucosmodontidae, Kogaionidae, Microcosmodontidae oraz rodzajów Uzbekbaatar i Viridomys.